# Sainte-Colombe (Charente)
Pour les articles homonymes, voir Sainte-Colombe.
Sainte-Colombe est une ancienne commune du Sud-Ouest de la France, située dans le département de la Charente (région Nouvelle-Aquitaine).
Le 1er janvier 2018, elle fusionne avec Saint-Angeau et Saint-Amant-de-Bonnieure pour former la commune nouvelle de Val-de-Bonnieure.

## Géographie

### Localisation et accès

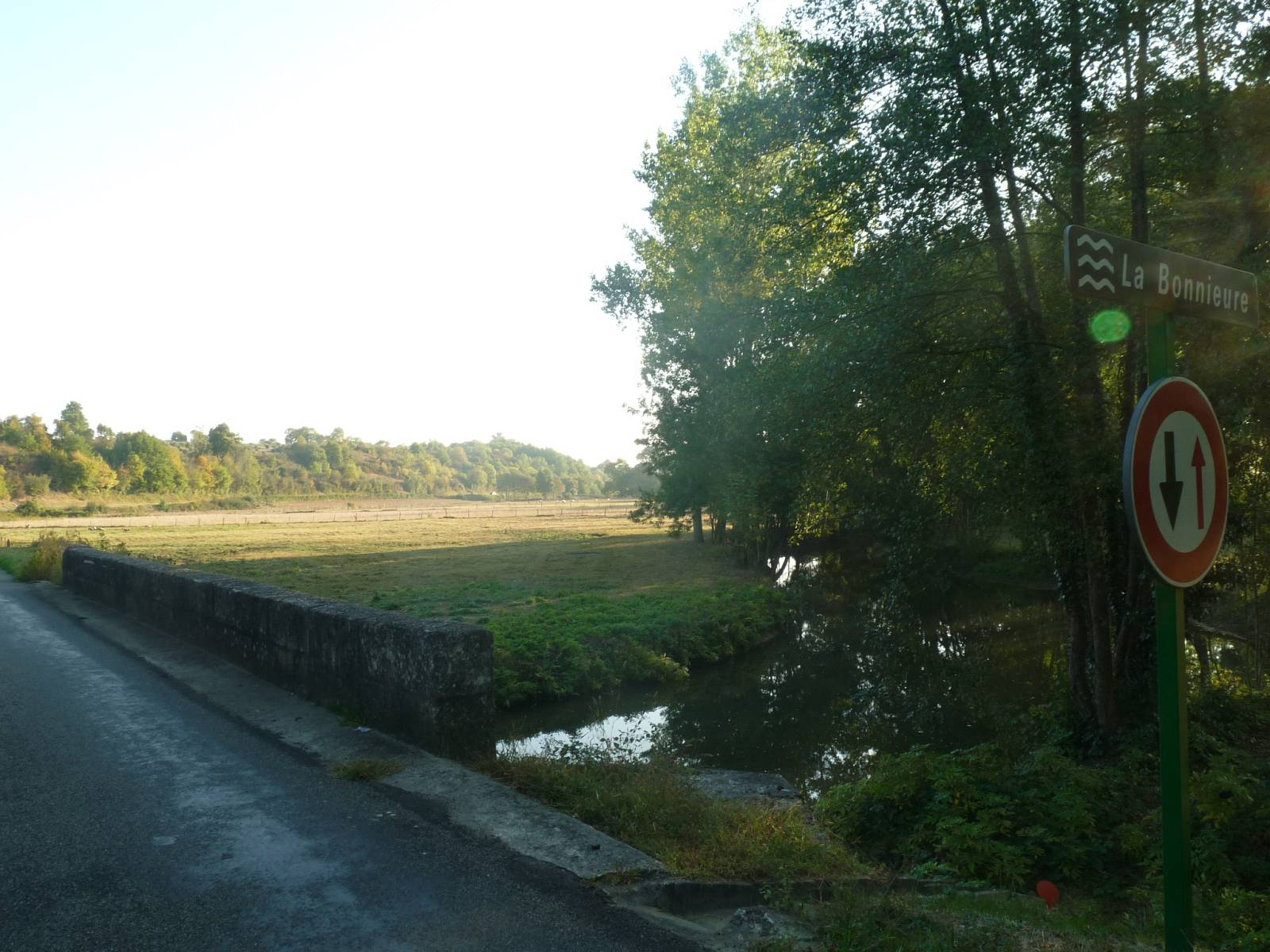
La vallée de la Bonnieure à Sainte-Colombe.

Sainte-Colombe est située au nord-est de la Charente, dans la vallée de la Bonnieure, à 12 km au sud-est de Mansle et 24 km au nord-est d'Angoulême.
Le bourg de Sainte-Colombe est aussi à 3 km au sud-est de Saint-Angeau, 10 km à l'ouest de Chasseneuil et 12 km au nord-ouest de La Rochefoucauld.
La route de La Rochefoucauld à Mansle (D.6) traverse la commune, ainsi que la D 45 (route de Chasseneuil à Jauldes). Le bourg est desservi par la D 91, et est situé près de la Bonnieure, au nord de la commune.
Le sentier de grande randonnée GR 36 traverse le bourg. Il relie la Manche aux Pyrénées-Orientales en passant par Niort, Angoulême, Périgueux et Cahors.
Le plan d'urbanisme est soumis à l'aval des bâtiments de France.

### Hameaux et lieux-dits
La commune compte de nombreux hameaux : l'Age Ballot et l'Age Guy au sud-ouest, le Cluseau et le Picoteau sur la route de Saint-Angeau au nord-ouest, et chez Bouillaud à l'est, etc.

### Communes limitrophes
| Saint-Amant-de-Bonnieure (Val-de-Bonnieure) | Saint-Mary     |          |
| Saint-Angeau (Val-de-Bonnieure)             | Sainte-Colombe | Les Pins |
|                                             | La Rochette    |          |

### Géologie et relief
Le sol est constitué d'un plateau calcaire datant du Jurassique supérieur (Oxfordien), qui appartient au karst de La Rochefoucauld. Une zone d'argile rouge riche en fer et datant du Tertiaire couvre le plateau entre Tardoire et Bonnieure. La vallée de la Bonnieure est occupée par des alluvions du quaternaire,,.
Le relief forme un plateau bas d'une altitude moyenne de 110 m et un peu boisé (nombreux châtaigniers, dans le bois de la Garenne). Le point culminant du territoire communal est à une altitude de 129 m, situé au sud-est. Le point le plus bas est à 75 m, situé sur la Bonnieure au nord-ouest en limite avec Saint-Amant. Le bourg est à environ 95 m d'altitude.

### Hydrographie
La Bonnieure baigne le nord du territoire, qui est entièrement située sur sa rive gauche. Le reste n'offre aucun ruisseau, en raison de la nature karstique du sol.

### Climat
Comme dans les trois quarts sud et ouest du département, le climat est océanique aquitain.

## Toponymie
Le nom est attesté sous la forme ancienne en latin Sancta Columba en 1523.
Sainte Colombe, née en Espagne, était vierge et martyre chrétienne à Sens vers 273. Elle a donné son nom à de nombreuses communes en France.

### Limite dialectale
La commune est dans la langue d'oïl (domaine du saintongeais), et marque la limite avec le domaine occitan (dialecte marchois) au sud et à l'est,.

## Histoire
Deux voies romaines traversaient la commune. La plus importante est celle de Saintes à Lyon, ou voie d'Agrippa, qui fait la limite sud de la commune et est confondue avec la D 45. L'autre, perpendiculaire, est celle d'Angoulême à Bourges par Brigueuil et passe à 600 m à l'ouest du bourg, chemin existant entre la Berthière et chez Tabard.
Au Moyen Âge, Sainte-Colombe était avec Cellefrouin sur un itinéraire transversal d'un chemin de Saint-Jacques-de-Compostelle, qui se dirigeait du Limousin vers Angoulême pour bifurquer vers Saintes (reliques de saint Eutrope), Blanzac (vers Blaye) ou Aubeterre (vers Sainte-Foy-la-Grande).
Sainte-Colombe était une seigneurie qui dépendait de la châtellenie de La Rochefoucauld, et la famille était les de Lubersac, qui ont fait de nombreux faits d'armes. Sainte-Colombe est passé par mariage à cette famille en 1470, mais Lionel II de Lubersac, ruiné dut vendre la seigneurie de Fayolle (paroisse de Jauldes), que son ancêtre Foulques avait acquise par mariage en 1541, à Benoît de l'Age-Bâton, président du parlement de Bordeaux.
Il y avait une forteresse au Cluzeau, datée de 1249. Au XVe siècle, le Cluzeau était le siège d'un fief qui s'étendait sur les paroisses de Sainte-Colombe, Saint-Mary, Saint-Angeau et Saint-Amant-de-Bonnieure. Il appartenait alors à Guillaume de La Rochefoucauld, seigneur de Bayers, qui le tenait de François Ier de La Rochefoucauld. Au XVIIIe siècle, son possesseur était M. de Ribérolle.
Les registres de l'état civil remontent à 1647.
Au début du XXe siècle, l'industrie dans la commune était représentée par quelques petits moulins sur la Bonnieure.

## Administration
Le lieu-dit est désormais géré par la mairie de Val-de-bonnieure.

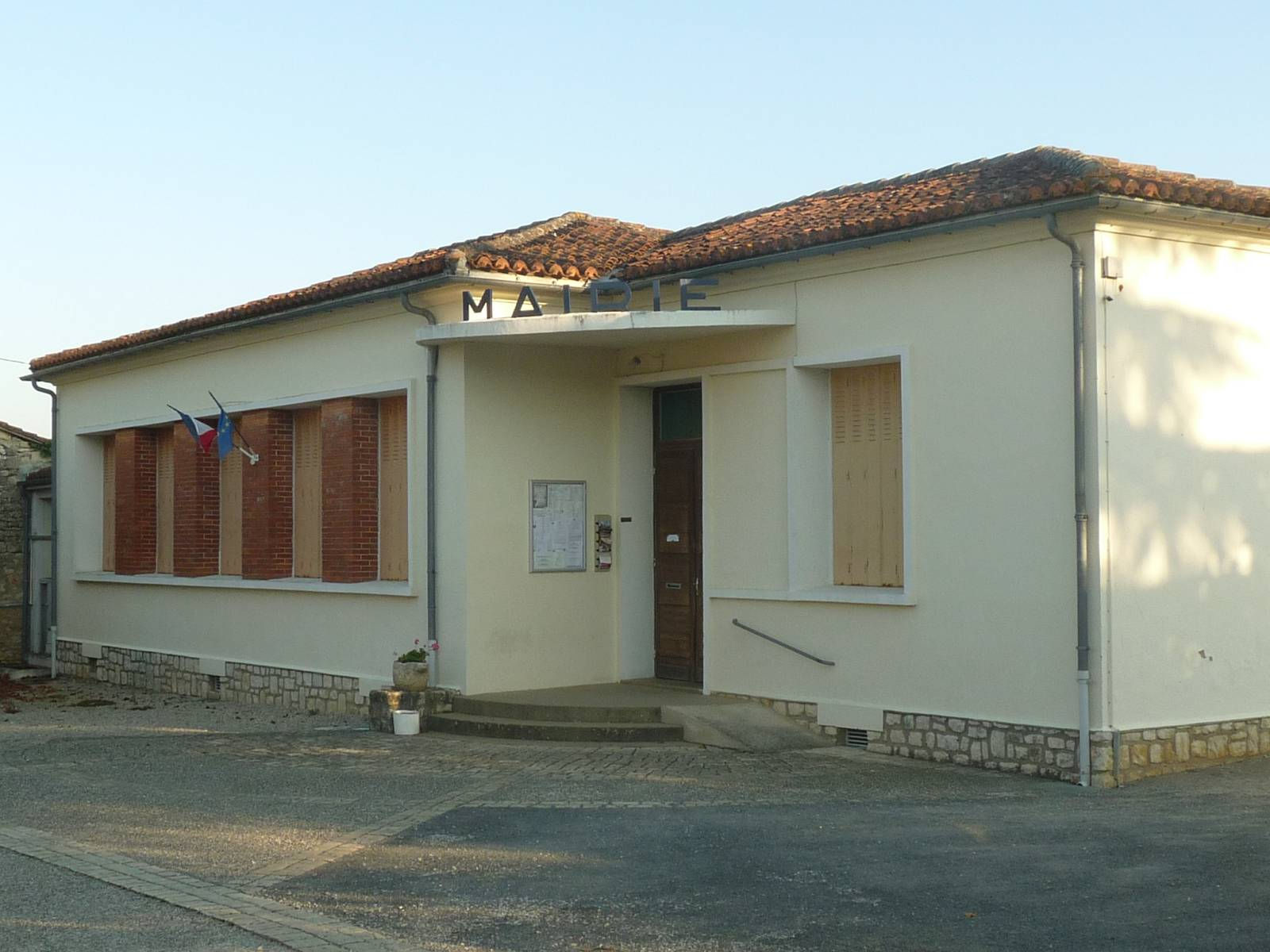
La mairie annexe.

### Liste des maires
| Période                                  | Période       | Identité           | Étiquette | Qualité    |
| ---------------------------------------- | ------------- | ------------------ | --------- | ---------- |
| Les données manquantes sont à compléter. |               |                    |           |            |
| 1989                                     | 2008          | Maurice Roulon     |           |            |
| 2008                                     | 2014          | Claude Beltremieux | SE        | Enseignant |
| 2014                                     | décembre 2017 | Eliane Bruschini   |           |            |

## Population et société

### Démographie
L'évolution du nombre d'habitants est connue à travers les recensements de la population effectués dans la commune depuis 1793. Pour les communes de moins de 10 000 habitants, une enquête de recensement portant sur toute la population est réalisée tous les cinq ans, les populations de référence des années intermédiaires étant quant à elles estimées par interpolation ou extrapolation. Pour la commune, le premier recensement exhaustif entrant dans le cadre du nouveau dispositif a été réalisé en 2006.

En 2015, la commune comptait 188 habitants, en évolution de +3,3 % par rapport à 2009 (Charente : −0,48 %, France hors Mayotte : +2,11 %).
| 1793 | 1800 | 1806 | 1821 | 1831 | 1841 | 1846 | 1851 | 1856 |
| ---- | ---- | ---- | ---- | ---- | ---- | ---- | ---- | ---- |
| 445  | 515  | 519  | 428  | 507  | 528  | 494  | 536  | 485  |

| 1861 | 1866 | 1872 | 1876 | 1881 | 1886 | 1891 | 1896 | 1901 |
| ---- | ---- | ---- | ---- | ---- | ---- | ---- | ---- | ---- |
| 502  | 516  | 509  | 501  | 455  | 433  | 429  | 409  | 359  |

| 1906 | 1911 | 1921 | 1926 | 1931 | 1936 | 1946 | 1954 | 1962 |
| ---- | ---- | ---- | ---- | ---- | ---- | ---- | ---- | ---- |
| 348  | 350  | 331  | 322  | 317  | 303  | 283  | 315  | 279  |

| 1968 | 1975 | 1982 | 1990 | 1999 | 2006 | 2011 | 2015 | - |
| ---- | ---- | ---- | ---- | ---- | ---- | ---- | ---- | - |
| 282  | 217  | 195  | 174  | 185  | 186  | 174  | 188  | - |

D’après le recensement Insee de 2007, Sainte-Colombe compte 185 habitants (soit une diminution de 1 % par rapport à 1999).

### Pyramide des âges
La répartition de la population de la commune par tranches d'âge est, en 2007, la suivante :
- 54,8 % d’hommes (0 à 14 ans = 15,7 %, 15 à 29 ans = 12,7 %, 30 à 44 ans = 24,5 %, 45 à 59 ans = 18,6 %, plus de 60 ans = 28,4 %) ;
- 45,2 % de femmes (0 à 14 ans = 16,7 %, 15 à 29 ans = 10,7 %, 30 à 44 ans = 22,6 %, 45 à 59 ans = 20,2 %, plus de 60 ans = 29,7 %).

La population de la commune est relativement âgée. Le taux de personnes d'un âge supérieur à 60 ans (29 %) est en effet supérieur au taux national (21,6 %) et au taux départemental (26,6 %).
Contrairement aux répartitions nationale et départementale, la population masculine de la commune est supérieure à la population féminine (54,8 % contre 48,4 % au niveau national et 48,5 % au niveau départemental).
| Hommes | Classe d’âge | Femmes |
| ------ | ------------ | ------ |
| 1,0    | 90 ans ou +  | 1,2    |
| 13,7   | 75 à 89 ans  | 8,3    |
| 13,7   | 60 à 74 ans  | 20,2   |
| 18,6   | 45 à 59 ans  | 20,2   |
| 24,5   | 30 à 44 ans  | 22,6   |
| 12,7   | 15 à 29 ans  | 10,7   |
| 15,7   | 0 à 14 ans   | 16,7   |

| Hommes | Classe d’âge | Femmes |
| ------ | ------------ | ------ |
| 0,5    | 90 ans ou +  | 1,6    |
| 8,2    | 75 à 89 ans  | 11,8   |
| 15,2   | 60 à 74 ans  | 15,8   |
| 22,3   | 45 à 59 ans  | 21,5   |
| 20,0   | 30 à 44 ans  | 19,2   |
| 16,7   | 15 à 29 ans  | 14,7   |
| 17,1   | 0 à 14 ans   | 15,4   |

## Économie

### Agriculture
La viticulture occupe une petite partie de l'activité agricole. La commune est située dans les Bons Bois, dans la zone d'appellation d'origine contrôlée du cognac.

## Culture locale et  patrimoine

### Lieux et monuments
- L'église paroissiale Sainte-Colombe du XIIe siècle, à la nef ornée de colonnes et de chapiteaux sculptés d'oiseaux, de personnages (sainte Colombe et saint Pierre) et d'animaux[24], est classée monument historique depuis 1973[25].

L'église Sainte-Colombe
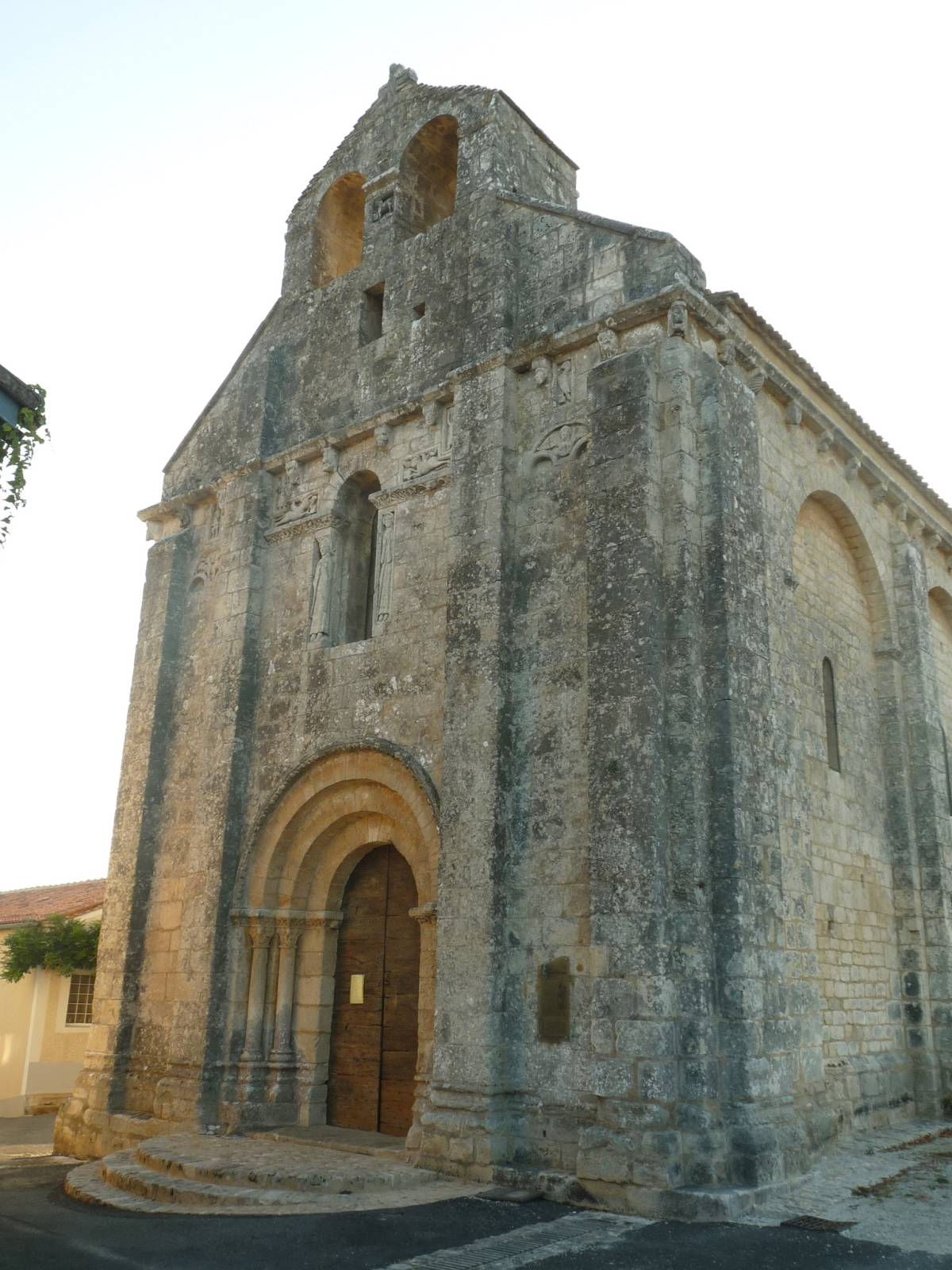
La façade.
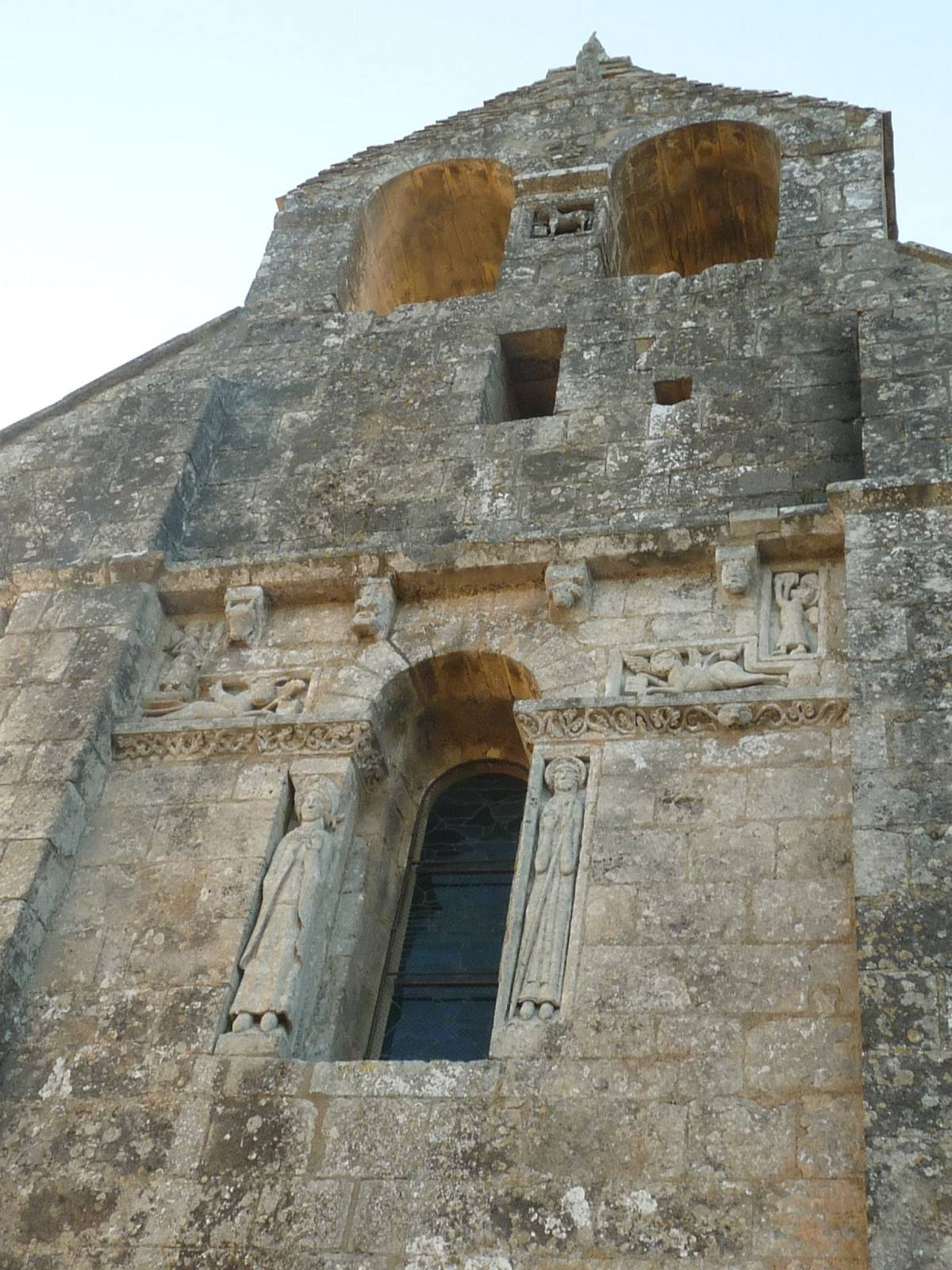
Le tympan sculpté avec Ste. Colombe à gauche et St. Pierre à droite.
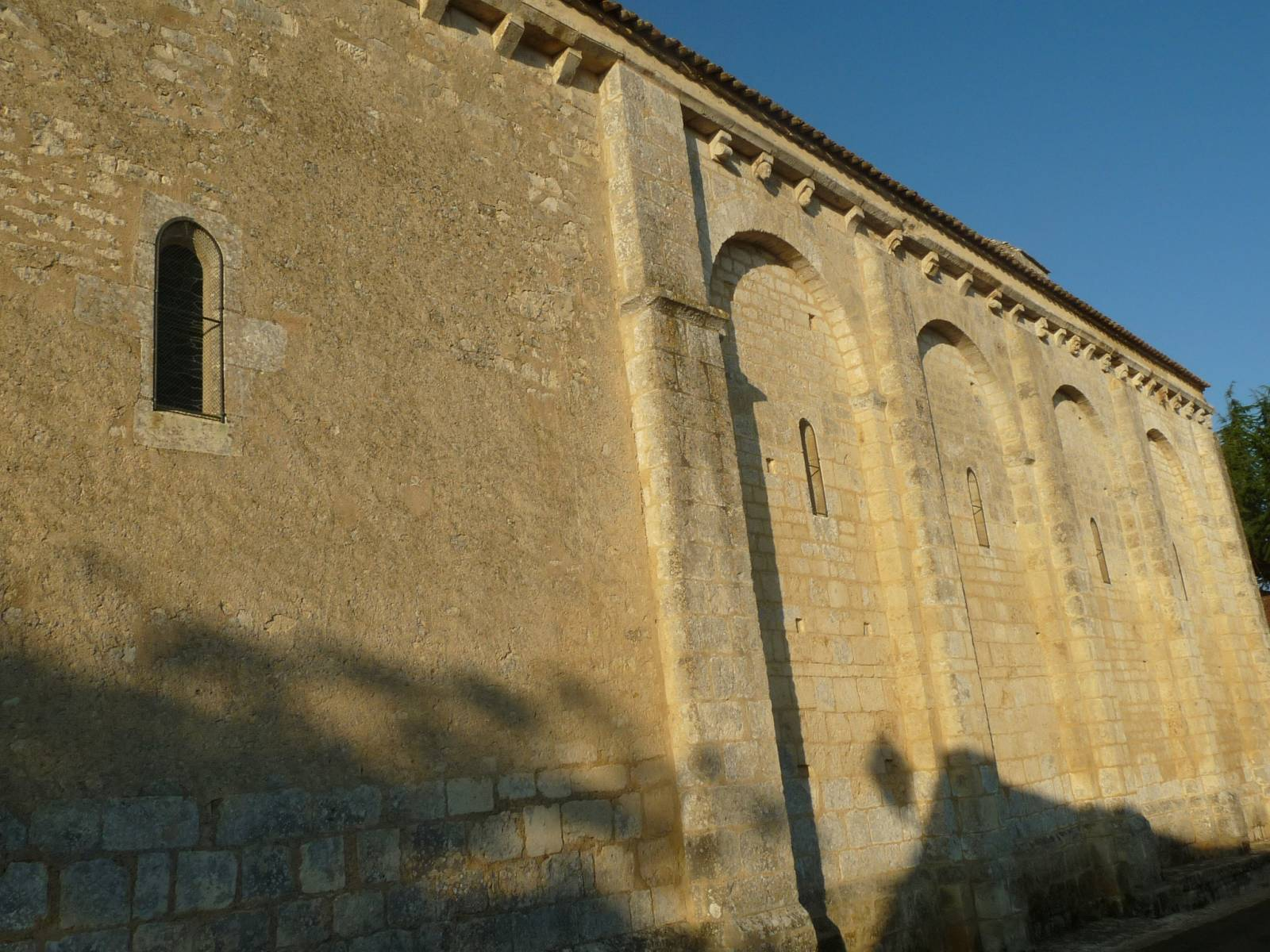
Mur latéral.
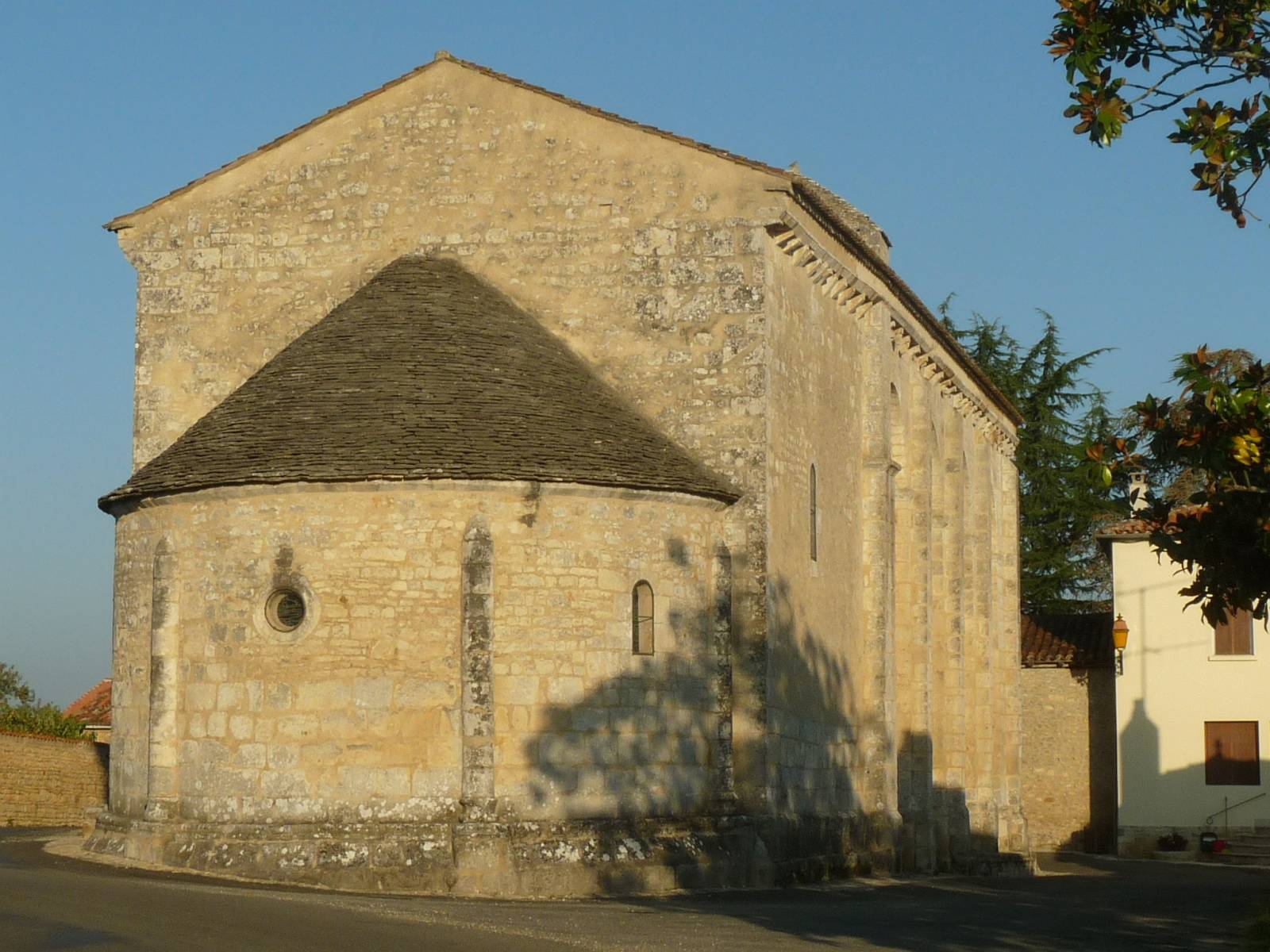
Le chevet.

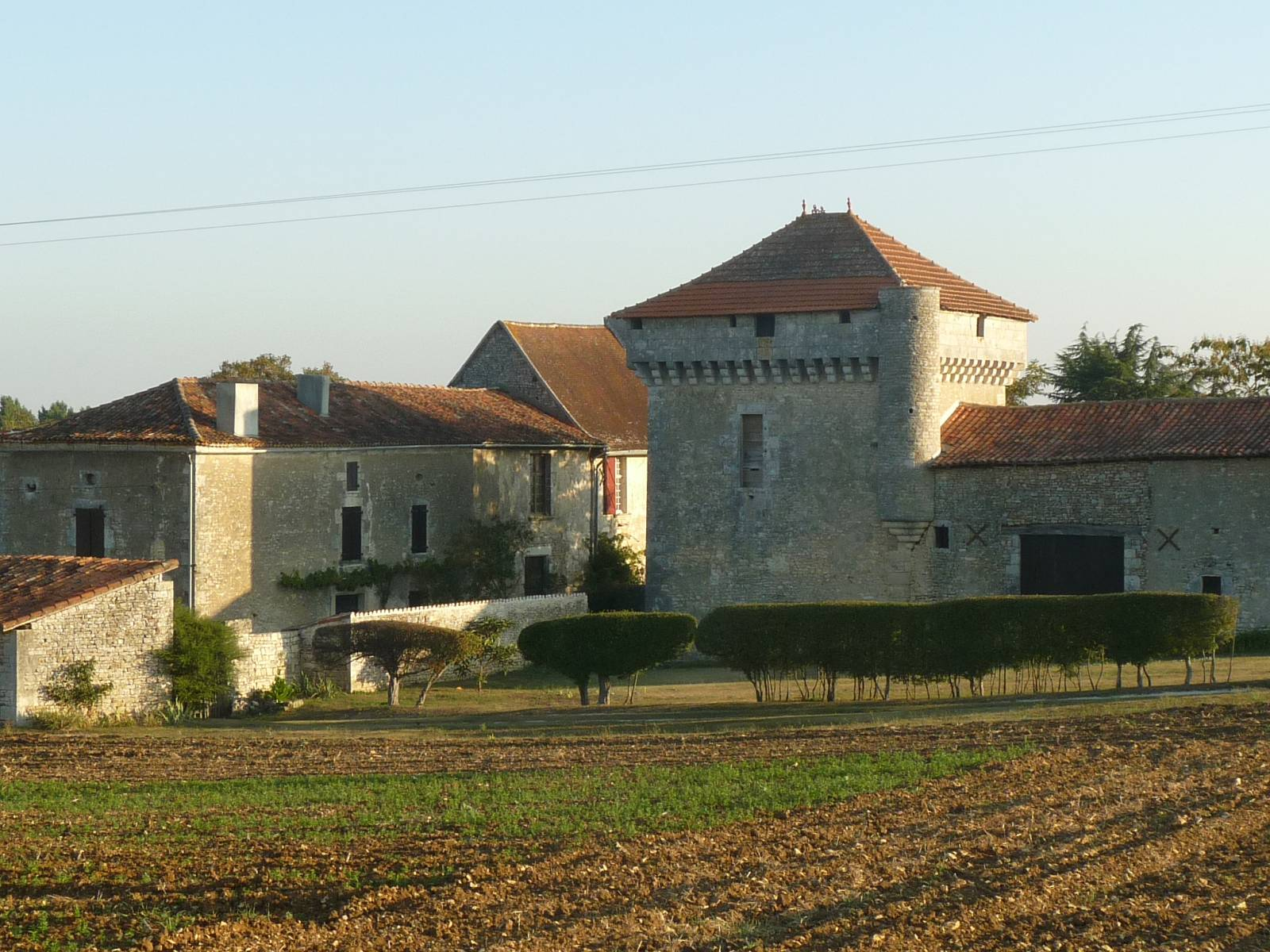
Le château

- Le château de Sainte-Colombe est constitué d'une imposante tour carrée avec galerie munie de créneaux soutenue par des mâchicoulis. Une tourelle en encorbellement renferme l'escalier à vis. Elle pourrait dater du XVe siècle mais porte la date 1576. Les autres bâtiments ont été construits quand le château est devenu inhabitable, une aile au XVIIe siècle, une autre en 1818[26].